# Зимзелен
Зимзелен (лат. Vinca minor) је зељаста трајница (перена) љубичастих цветова и стално зелених листова. Ова биљка је због својих листова постала симбол бесмртности. Раније је сматрана симболом невиности и чедности. Поред свега тога, означава и вечно пријатељство. У ранијим периодима (Средњи век и касније) током јавних погубљења, блиска родбина или пријатељи осуђеног носили су цветове зимзелена са значењем да ће се душа погубљеног, без обзира на почињено дело, ипак преселити у рај, да осуђени није крив и да је невин погубљен. У хришћанској религији и иконографији зимзелен представља невино страдање Исуса Христа. У народу се често назива и мали зимзелен или павенка.

## Опис биљке
Зимзелен је вишегодишња биљка која може нарасти и до 15-20 центиметара. Најбоље успева на влажном тлу, али може се наћи и на мало сушнијем земљишту. Спада у ниво ниског растиња. Може се наћи у шумама и на ливадама, обично уз жбунове и дрвеће. Користи се у народној медицини.

## Лист
Листови су зелени током целе године. Широки су 2,5-3 и дуги 4 центиметра. Тамнозелене боје су боје и имају правилан облик. Глатких су рубова. Користи се у народној медицина као горко средство за јачање организма, чисти крв, те помаже у излучивању штетних материја из организма. Такође, осушени и самлевени се користе као зачин. Листови (Vincae minoris folium) се користе за добијање семисинтетичког деривата винкамина који се користи за израду препарата за лечење сметњи у крвотоку мозга. Винкамин утиче на крвни притисак, тако што га снижава.

## Цвет
Цветови зимзелена су љубичасте или модро-плаве боје. Цветају крајем лета и дуги су око један центиметар. Састављени су од 5 латица. У ретким случајевима може бити и беле боје. Има пријатан мирис. И цвет, као и други делови биљке, има лековита својства, па самим тим има и примену у медицини.

## Стабло и корен
Стабло је коленичасто, дуго између 10 и 20 центиметара. Малог је обима и лако је савитљиво, као и код других зељастих биљака. Мало је светлије боје него листови. Корен је нешто мањи, најчешће дуг око 7 центиметара. Сличан је као и код других зељастих биљака.

## Плод
Плод представљају 2 ваљкаста, на врху зашиљена мешка и врло су мали, те нелако опазиви. Дуги су 1,5-2,5 центиметара. Семена су дужине 6-9 мм, ваљкаста, смеђа и по површини брадавичаста.

## Активне материје
Зимзелен од активних материја поседује више од 50 алкалоида, од којих су најзначајнији индолни, а међу њима је најважнији винкамин. Битно је истаћи да садржи танине, флавоноиде, хетерозиде, витамин Ц.

## Распрострањење
Распрострањена је у јужној и средњој Европи, као и у Малој Азији. Представник је понтијско-субмедитеранског флорног елемента. У Србији се може наћи у околини Београда, на Кошутњаку, као и на Авали. Такође, у подгорју Старој планини, околини Ниша, Ужица, а као гајена украсна биљка широм Србије.